# Mars Orbiter Mission
Mars Orbiter Mission (MOM), inoffiziell in den Medien auch Mangalyaan (Hindi मंगलयान (IPA:məŋɡəljaːn) ‚Mars-Gefährt‘) genannt, war eine Raumfahrtmission der indischen Raumfahrtbehörde ISRO. Im Rahmen dieser Mission flog die Sonde Mars Orbiter zum Planeten Mars.

## Missionsziele

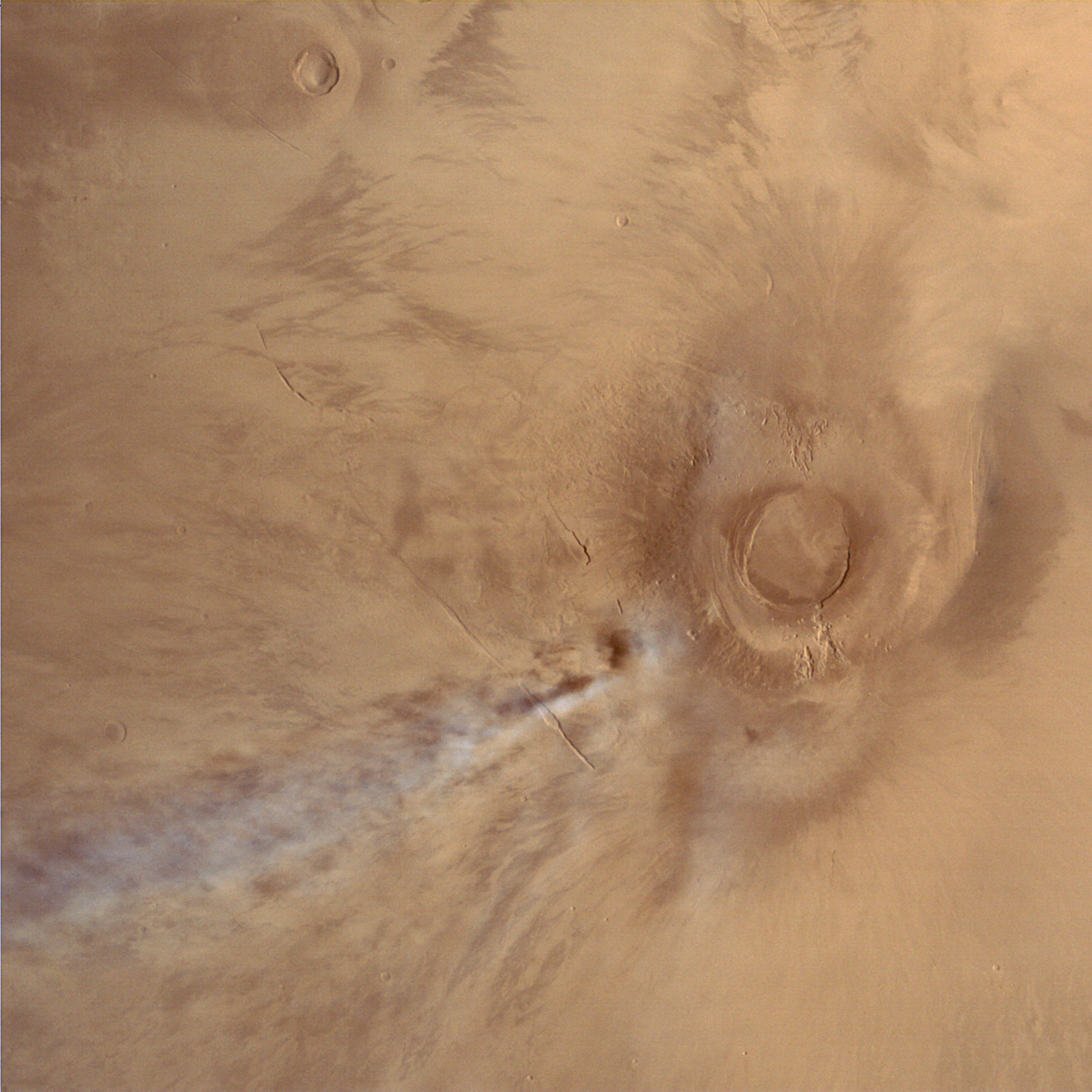
Aufnahme der Tharsis-Region mit dem Vulkan Arsia Mons aus einer Höhe von 10800 km (4. Januar 2015)

Das Hauptziel der Mission war das erfolgreiche Einschwenken in einen stabilen Orbit um den Mars. Zu den weiteren Aufgaben zählen die Erprobung von Tiefenraumkommunikation und -navigation, die Planung und Durchführung einer interplanetaren Mission sowie die Integration von autonomen Funktionen der Sonde zur Überbrückung von Notfallsituationen.
Mangalyaan sollte mindestens sechs Monate lang den Mars umkreisen und mit seinen solarbetriebenen Instrumenten das Wetter des roten Planeten untersuchen. Als Nebeneffekt erhoffen sich die indischen Wissenschaftler Erkenntnisse über den Verbleib des einstmals flüssigen Wassers auf der Oberfläche und über das in der Atmosphäre enthaltene Methan.

## Planung und Vorbereitung
Das Leitungsteam der Mission besteht aus Mylswamy Annadurai als Programmdirektor, S. Arunan als Projektverantwortlichem und S. K. Shivkumar als seinem Stellvertreter. Die Entwicklung der Sonde dauerte 15 Monate. Der Zusammenbau der Systemkomponenten mit der PSLV-XL-Rakete erfolgte ab dem 5. August 2013 beim ISRO Satellite Centre in Bangalore, Karnataka. Am 2. Oktober 2013 wurde die Rakete zum Startgelände nach Sriharikotta im Bundesstaat Andhra Pradesh transportiert.

## Missionsverlauf

Flugverlauf der Sonde

Der Start der Sonde erfolgte am 5. November 2013 um 9:08 Uhr (UTC) mit einer PSLV-XL-Rakete vom Satish Dhawan Space Centre auf der Insel Sriharikotta im Bundesstaat Andhra Pradesh. Zunächst schwenkte sie in eine Umlaufbahn um die Erde ein. Am 30. November 2013 verließ sie dann mit einem 22-minütigen Brennen des Haupttriebwerks ihre Umlaufbahn und nahm Kurs auf den Mars. Am 24. September 2014 erreichte sie den Mars und schwenkte dort in eine stark elliptische Umlaufbahn in 500 × 80.000 km Höhe ein. Am 25. September 2014 übertrug die ein erstes Farbfoto der Mars-Atmosphäre, das mit der Mars Color Camera (MCC) aus 8449 km Höhe aufgenommen worden war.
Ein Jahr nach Beginn der Mission, am 24. September 2015, veröffentlichte ISRO einen 120-seitigen „Mars-Atlas“ mit ausgewählten Bildern der Mission.
Die Mission sah eine Gesamtdauer ab Startdatum von mindestens 16 Monaten vor. Im September 2015 wurde bekannt, dass der Treibstoffverbrauch der Sonde geringer ist, als angenommen und die Mission dadurch für mindestens 15 Jahre fortgeführt werden könnte. Am 2. Oktober 2022 wurde nach acht Jahren im Marsorbit das Ende der Mission bekannt gegeben, da der Kontakt mit der Sonde verloren gegangen war.

## Technik
Der Aufbau der Marssonde basiert auf den Erfahrungen mit IRS/INSAT/Chandrayaan-1 und wurde den Anforderungen entsprechend angepasst. Der Zentralzylinder besteht aus Aluminium und Kohlenstofffaserverstärktem Kunststoff (CFRP), die Paneele aus Metallwaben und CFRP. Die Strukturbauteile wurden von Hindustan Aeronautics (HAL) in Bangalore hergestellt, montiert wurden die Grundstruktur und die Untersysteme des Marsorbiters im ISRO Satellite Centre (ISAC) in Bangalore, wo auch der Einbau der wissenschaftlichen Nutzlast erfolgte.
Um den zentral eingebauten Treibstofftank und das Haupttriebwerk gruppieren sich acht Steuerdüsen mit je 22 Newton Schub, vier Reaktionsräder für die Lageregelung, die dreiteiligen Solarzellenpaneele sowie je eine Mittelgewinn- (MGA), Hochgewinn- (HGA) und TT&C-Rundstrahlantenne. Die HGA-Antenne mit einem 2,2 m durchmessenden Reflektor kommuniziert im S-Band und dient zum Empfang und Senden von Telemetrie- und wissenschaftlichen Daten vom/zum Indian Deep Space Network (IDSN). Für die Lagekontrolle gibt es einen Star Sensor, Solar Panel Sun Sensor und Coarse Analogue Sun Sensor. Die Systeme sind für autonomen Betrieb ausgelegt. Der Prozessor MAR31750 bildet den Kern des Steuerungssystems Attitude and Orbit Control (AOCE).
Das 440 Newton starke Haupttriebwerk (Liquid Apogee Motor) der Marssonde ist sehr robust ausgelegt: für Treibstoffdrücke von 0,9 bis 2,0 MPa, Treibstofftemperaturen von 0 bis 65 °C, Brennstoff-Oxydator-Mischungsverhältnisse von 1,2 bis 2,0 sowie Spannungen von 28 bis 42 Volt. Das Triebwerk kann mehrfach gezündet werden und könnte für rund eine Stunde unter Volllast betrieben werden. Es wurde hauptsächlich für das Verlassen des Erdorbits und nach der rund 10 Monate dauernden Reise zum Mars für das Einschwenken in den Marsorbit verwendet. Angetrieben werden Haupt- und Lagetriebwerke mit einer hypergolen Treibstoffkombination aus MMH und N2O4, wofür ein Treibstoffvorrat von 852 Kilogramm zur Verfügung steht.
Die Stromversorgung wird mit drei Solarpaneelen von je 1,8 m × 1,4 m sichergestellt, die für eine Leistungsabgabe von 840 Watt im Mars-Orbit ausgelegt sind. Ein Lithium-Ionen-Akkumulator speichert 36 Amperestunden.
Die Startmasse der Sonde betrug 1337 Kilogramm.

## Instrumente

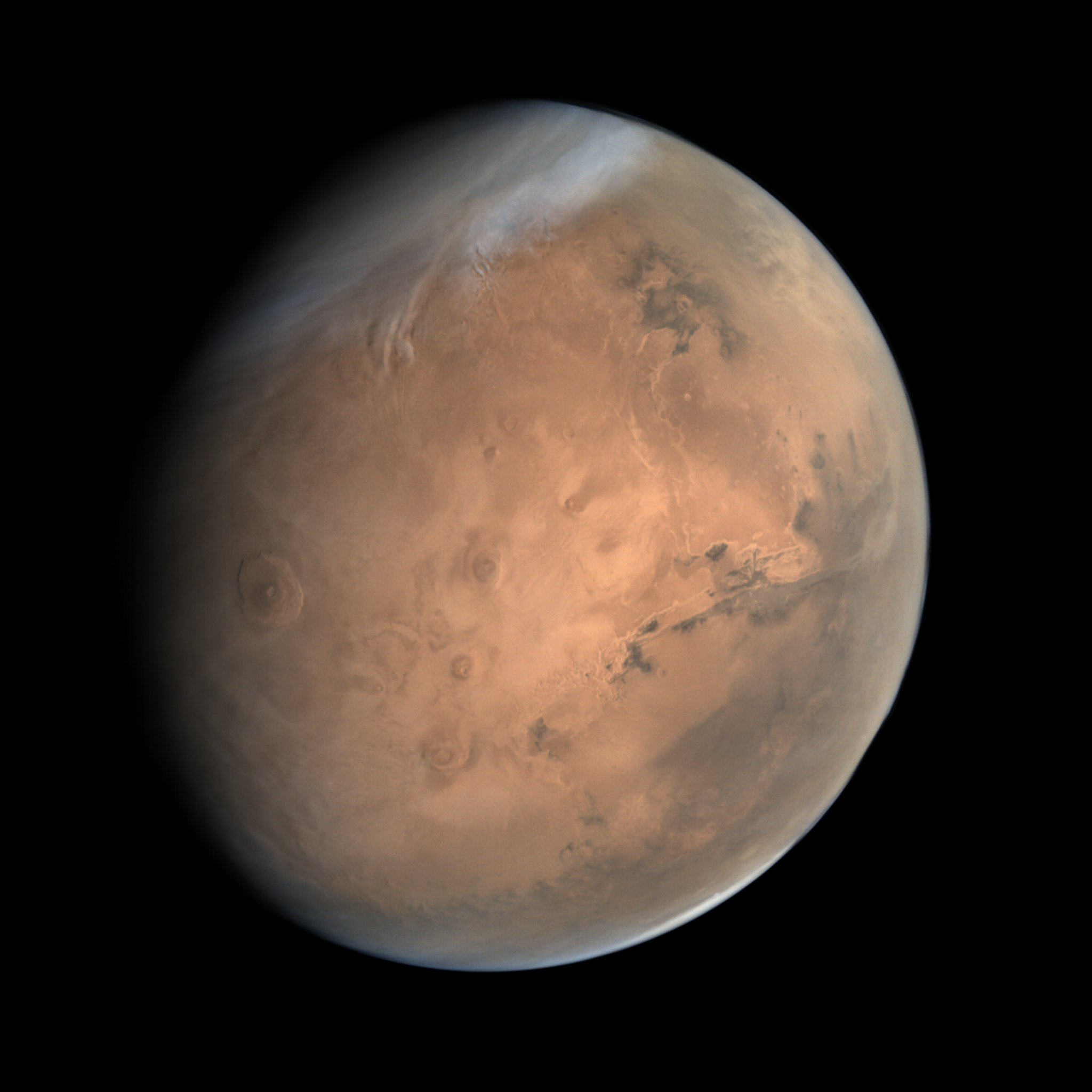
Mangalyaan-Aufnahme des Mars aus einer Höhe von 76000 km (10. Oktober 2014)

Die Nutzlast verteilt sich auf fünf Instrumente:

### Mars Color Camera (MCC)
Die 1,27 kg wiegende Kamera erfasst dreifarbige Bilder mit dem Fokus auf die Oberflächenmerkmale und die Zusammensetzung der Marsoberfläche und überwacht dynamische Ereignisse und das Wetter. MCC soll auch Aufnahmen von Phobos und Deimos und Vergleichsdaten für die anderen wissenschaftlichen Nutzlasten liefern.
Bereits am 19. November 2013 lieferte die Kamera kurz nach dem Start ein erstes Foto von der Erde. Die erste Aufnahme aus dem Mars-Orbit erfolgte am 25. September 2014. Dabei erweckte die Aufnahme eines Staubsturms auf dem roten Planeten am 28. September 2014 erstmals Aufsehen in der internationalen Presse.

### Thermal Infrared Imaging Spectrometer (TISM)
TIS (3,2 kg) misst die thermische Emission (Infrarotstrahlung) während eines Marstages. Die charakteristischen Spektrallinie von Mineralien und Bodentypen liefern Daten zur Oberflächenzusammensetzung und Mineralogie.

### Methane Sensor For Mars (MSM)
MSM (2,94 kg) sollte den Gehalt von Methan in der Marsatmosphäre messen und durch die Messung der reflektierten Sonnenstrahlung Rückschlüsse auf seine Quellen und die räumlichen und zeitlichen Schwankungen des Methans ermöglichen. Es stellte sich jedoch heraus, dass der verwendete Sensor für diese Aufgabe ungeeignet ist. Es können jedoch andere Messungen damit gemacht werden.

### Mars Exospheric Neutral Composition Analyzer (MENCA)
MENCA (3,56 kg) ist ein Vierpol-Massenspektrometer zur Messung von relativen Häufigkeiten der neutralen Bestandteile im Massenbereich von 1 bis 300 amu.

### Lyman-Alpha-Photometer (LAP)
Das Photometer (1,97 kg) misst die relative Häufigkeit von Deuterium und Wasserstoff in den oberen Bereichen der Atmosphäre. Aus dem Häufigkeitsverhältnis können Rückschlüsse auf den Verlust des Wassers geschlossen werden.

## Vergleich mit anderen Mars-Missionen
Die ISRO ist die vierte Weltraumorganisation, die nach der Sowjetunion, der NASA und der ESA erfolgreich eine Sonde zum Mars geschickt hat.
Der MOM-Orbiter erreichte den Mars beinahe zeitgleich mit der US-amerikanischen MAVEN-Mission, die ähnliche Missionsziele mit einem mehr als zehnfachen finanziellen Aufwand erreichen soll. Mit geplanten Gesamtkosten von umgerechnet etwa 60 Millionen Euro gilt die indische Marsmission als sehr günstig. Ihre Sensoren für die Untersuchung der Marsatmosphäre sind zwar nicht so ausgefeilt, Indien gelang aber der Nachweis, dass es zu einer eigenen Mission im interplanetaren Raum fähig ist.

## Trivia
Seit Anfang November 2016 gibt die Reserve Bank of India eine Banknote zu 2000 Rupien aus, auf dem die Sonde dargestellt ist.